# Maykel Galindo
Maykel Galindo (Villa Clara, Cuba, 28 de enero de 1981) es un futbolista cubano que juega como delantero.  Es reconocido por su deserción del equipo de Cuba y ser el primer jugador cubano en la MLS. Actualmente juega para Los Angeles Blues de la USL Professional Division.

## Trayectoria

### Profesional
En 2007 encabezó la ofensiva de Chivas USA con 12 anotaciones en la temporada regular, sirviendo además 5 pases para gol. Se adjudicó una presea anual del equipo: el Botín de Oro de Budweiser. Además, terminó como el líder de anotaciones del equipo. Terminó en el quinto lugar en la tabla de goleadores de la MLS. Temporada regular: disputó 28 juegos de temporada regular con Chivas USA, 24 de ellos como titular, para un total de 2.021 minutos, anotando 12 goles y sirviendo 5 pases para anotación. Postemporada: Jugó como titular un encuentro de la postemporada con Chivas USA, sumando 90 minutos.
Maykel Galindo, goleador de la selección cubana, se unió a Chivas USA el 8 de febrero de 2007, procedente de los Seattle Sounders de la Primera División de la USL. Galindo lleva la designación de 'Jugador Internacional' hasta que reciba su 'tarjeta verde'.
Galindo jugó al lado del exportero de Chivas USA Preston Burpo en Seattle, a donde llegó al final de la temporada 2005, colaborando con un gol durante la postemporada en que los Sounders salieron campeón. En el 2006, logró 4 tantos y sirvió 3 pases para gol.
El goleador, nativo de Villa Clara, Cuba, desertó del equipo nacional cubano mientras disputaba la Copa Oro 2005 de la CONCACAF, para solicitar asilo político. Empezó su carrera como delantero en su ciudad natal, Villa Clara. Entonces en l Copa Oro 2005 disputada en Estados Unidos desertó. El Seattle Sounder de la USL lo trajo a la Universidad. Donde jugó hasta el 8 de febrero de 2007, cuando el Chivas USA lanzó una oferta por el delantero.
Para la temporada 2010 cambió su número 11 por el 9 que dejó vacante Ante Razov.
Actualmente para la temporada 2013/2014 firma con el FC Dallas de la MLS.